# Pleopeltis schraderi
Pleopeltis schraderi là một loài thực vật có mạch trong họ Polypodiaceae. Loài này được (Mett.) Tardieu miêu tả khoa học đầu tiên năm 1960.